# 長見玲亜
長見 玲亜（ながみ れあ、2002年（平成14年）5月28日 - ）は、日本の元女優。神奈川県出身。元所属事務所はスウィートパワー。

## 略歴
小学生時代からファッション雑誌の『ニコラ』が好きで、その時からモデルの仕事に関心があった。中学1年生の時にスウィートパワーから直接自宅を訪問する形でスカウトされる。それから1年くらい考え、同事務所に所属する先輩の出演した映画の試写会などに招かれたことで徐々に事務所に親近感を抱き、所属を決意する。
2017年、『人は見た目が100パーセント』（フジテレビ）でドラマデビュー。
同年に放送された三浦春馬・主演のドラマ『オトナ高校』（テレビ朝日）で、当時中学3年生・15歳ながらスーツを着こなし、23歳のヤマト銀行国際部の社員・伊藤奈緒役を演じ話題となった。本人も「15歳スーツを着るのは初めて♡「23歳に見えるかな...」」と心配しながらも見事に演じた。その他『泣くな研修医』（テレビ朝日）でも当時19歳で役柄が22歳と実年齢より年上の役を演じることが良くあった。これについて本人も「顔は結構大人っぽい」と言われることが多いとのことである。
2024年5月2日、スウィートパワーを退所した。

## 人物
- 中学生時代はバレーボール部に所属し、3年間レギュラーで活躍していた[2]。
- 好きな食べ物は、雲丹、抹茶、牡蠣、かんぴょう[1][2]。
- 憧れている先輩は武井咲[2]。

## 出演

### テレビドラマ
- 人は見た目が100パーセント 第3話・第7話（2017年4月27日・5月25日、フジテレビ）
- オトナ高校（2017年10月14日 - 12月9日、テレビ朝日） - 伊藤奈緒 役[5]
- 必殺仕事人2018（2018年1月7日、テレビ朝日） - さつき 役
- 小説王（2019年4月22日 - 7月1日、フジテレビ）
- 高嶺と花（2019年4月22日 - 6月10日、フジテレビ） - 藤原光子 役[6]
- 博多弁の女の子はかわいいと思いませんか？（2019年7月19日、福岡放送） - 下町子 役[7][8]
- いとしのニーナ（2020年7月18日（17日深夜）- 9月5日（4日深夜）、フジテレビ） - 森岡麻美 役[9]
- MIU404 第7話（2020年8月7日、TBS） - モア 役[10]
- ウチの娘は、彼氏が出来ない!!（2021年1月13日 - 3月17日、日本テレビ） - 愛梨 役[11]
- 泣くな研修医（2021年4月24日 - 6月26日、テレビ朝日） - 石川綾 役[12]
- 婚姻届に判を捺しただけですが（2021年10月19日 - 12月21日、TBS） - 田村彩乃 役[13][14]
- ほんとにあった怖い話 2021特別編『或る学校の七不思議』（2021年10月23日、フジテレビ） - 飯田七海 役[15]
- 警視庁・捜査一課長 season6 第8話（2022年6月2日、テレビ朝日） - 陽木渚 役
- 家庭教師のトラコ（2022年7月20日 - 9月21日、日本テレビ） - 上原椿 役[16]
- Get Ready!（2023年1月8日 - 3月12日、TBS） - 台場虹江 役[17][18]

### 映画
- 星に願いを（2018年1月11日公開）

### バラエティ
- 痛快TV スカッとジャパン - 高校生沖田みなみ 役

### CM
- ブルボン ラシュクーレ（2018年9月 - ）[注釈 1][19]

### ウェブドラマ
- 高嶺と花（2019年3月18日 - 5月6日、FOD） - 藤原光子 役[20]
- トリプルミッション!!!女優たちの夢、ドラマにしました（2020年3月20日、ひかりTV） - 黒塚アリス 役
- いとしのニーナ（2020年5月18日 - 7月6日、FOD） - 森岡麻美 役[21]
- ブラックシンデレラ（2021年4月22日 - 6月10日、ABEMA） - 戸田京子 役[22][23]
  - ブラックシンデレラ -卒業編-（前編：2021年6月10日・後編：6月17日、AbemaTV）[24]
- ゲトレ夕暮れ大暴れ（2023年1月8日 - 3月14日、Paravi） - 台場虹江 役

### ウェブテレビ
- スウィートパワーガールズ写真集発売記念女子会！～松風理咲・竹内愛紗・長見玲亜～（2019年7月27日、AbemaTV）[25][26]

### 写真集
- 玲亜（2019年7月26日、東京ニュース通信社、撮影：トヨダリョウ）ISBN 978-4863369528

### 雑誌
- Ray 2018年4月号（主婦の友社）
- NEXT GIRL図鑑2019